# Arlequí i Pierrot
Arlequí i Pierrot (Arlequin et Pierrot) és un quadre d'André Derain dipositat al Museu de l'Orangerie de París.

## Història
Els personatges d'Arlequí i de Pierrot apareixen amb freqüència en les obres dels artistes dels anys vint. André Derain s'aturà en la figura d'Arlequí en més d'una ocasió. A la col·lecció Walter-Guillaume, a més d'Arlequí i Pierrot, hom troba un Arlequí amb guitarra que també és de Derain. Existeix també un dibuix d'Arlequí (Troyes, Musée d'Art Moderne) que Derain dedica a Paul Guillaume. És palès, doncs, l'interès comú de marxant i artista envers el tema. De fet, fou Guillaume qui instigà Derain a pintar aquest monumental Arlequí i Pierrot i la tela ocupava un indret privilegiat al seu apartament (fins i tot, són els trets del marxant els que apareixen a les faccions de Pierrot, com ha assenyalat Miriam Simon).
Entre altres pintors, Paul Cézanne, Auguste Renoir i Pablo Picasso ja s'havien interessat pels saltimbanquis, un tema popular d'ençà del segle xvi.

## Descripció
Vestits amb llur indumentària tradicional, els dos personatges de la commedia dell'arte apunten ací uns passos de dansa, acompanyant-se amb instruments musicals: una mandolina el primer, i el segon, una guitarra. Però els seus instruments no tenen cordes. Aquest detall se suma a l'aspecte irreal de l'escena, una escena que hauria d'ésser enjogassada, quan en realitat els dos saltimbanquis tenen la cara trista i la mirada melangiosa.
El paisatge concorda amb la inquietant estranyesa dels personatges, que es retallen sobre un fons que presenta unes elevacions àrides i fosques i un cel crepuscular. El terra, inclinat, els deixa tan sols un espai restringit, en primer pla, entre una natura morta amb violí i gerra, a la dreta, i una migrada formació vegetal, a l'esquerra.
Malgrat el classicisme del tema, aquest oli sobre tela de 175 × 175 cm de Derain és d'una gran originalitat. Això, sens dubte, explica per què, més enllà de les seues qualitats formals, Arlequí i Pierrot sovint ha estat considerada una de les obres mestres de l'artista fins al punt que el pintor la va fer aparèixer en un altre quadre seu que es conserva al Museu de l'Orangerie: Retrat de la senyora Guillaume amb pamela.